# Erich Friderici
Erich Friderici (Pless, 21 december 1885 – Garmisch-Partenkirchen, 19 september 1967) was een Duits officier en General der Infanterie. In de Tweede Wereldoorlog leidde hij tijdelijk een militair district in Rusland waar hij instond voor bestrijding van partizanen en medeplichtig was aan Jodenvervolgingen. 
Deze legercommandanten presideerden over een imperium van terreur en wreedheid— Historicus Michael Parrish; geciteerd in: The Lessor Terror; Soviet State Security, 1939-1953, p.127.

## Biografie
Erich Friderici werd geboren in Opper-Silezië bij Pless. Hij ging in 1904 in het leger als kandidaat-officier. In de Eerste Wereldoorlog diende hij eerst in een Maschinengewehrkompanie om daarna stafofficier te worden. Hij behaalde de onderscheidingen IJzeren Kruis tweede en eerste klasse. Na de wapenstilstand bleef Friderici in militaire dienst en werkte mee aan de heropbouw van het leger. Hij was commandant van de Zeventiende Infanteriedivisie en militair attaché in Boedapest.

## Tweede Wereldoorlog
Erich Friderici was attaché in Tsjechië en hielp bij de bestrijding van het Tsjechisch verzet. Van oktober 1941 tot januari 1942 verving hij generaal Karl von Roques tijdens diens ziekteverlof als bevelhebber van het zuidelijke militaire district in Rusland (rückwärtiges Heeresgebietskommando 102 - Süd). Hij leidde zo tijdelijk de Sicherungsdivisionen die instonden voor de bestrijding van partizanen achter het front. Maar zijn commando stond ook in voor de communicatie, werktroepen en de spoorwegen. 

## Jodenvervolging
De Sicherungsdivisionen werkten ook actief mee met de Einsatzgruppen die instonden voor het verzamelen en vermoorden van de joodse bevolking in de veroverde Russische gebieden. In totaal zouden 500.000 mensen vermoord zijn door de Duitsers in de drie militaire districten in Rusland. Na de oorlog werd Karl von Roques in Neurenberg veroordeeld tot 20 jaar gevangenisstraf wegens oorlogsmisdaden. Erich Friderici moest niet terechtstaan.

## Militaire carrière
- Fähnrich: 8 maart 1905[4][6]
- Leutnant: 15 januari 1906[4][6]
- Oberleutnant: 19 maart 1913[4]
- Hauptmann: 27 januari 1915[6]
- Major: 1 april 1925[4][6]
- Oberstleutnant: 1 februari 1930[4][6]
- Oberst: 1 december 1932[4][6]
- Generalmajor: 1 oktober 1935[4][7][6]
- Generalleutnant: 1 oktober 1937[4][7][6]
- General der Infanterie: 20 april 1939[4][6]

## Onderscheidingen
- Duits Kruis in zilver op 23 maart 1945 als General der Infanterie en bevelhebber van de Sonderstabes IV in de OKH[4][8]
- IJzeren Kruis 1914, 1e Klasse en 2e Klasse[4][6]
- Ridder in de Militaire Orde van Sint-Hendrik op 17 januari 1915[4][6]
- Ridder der Eerste Klasse in de Albrechtsorde met Zwaarden en Kroon[4]
- Ridder der Tweede Klasse in de Orde van de Leeuw van Zähringen met Zwaarden[4]
- Hanseatenkruis Hamburg[4]
- Gewondeninsigne 1918 in zwart[4]
- Kruis voor Oorlogsverdienste, 1e Klasse  en 2e Klasse met Zwaarden[4][8]